# Рамуан, Тони
Тони Эмили Фредерик Рамуан (фр. Tony Émile Frédéric Ramoin ; 23 декабря 1988 года, Канны, Франция) — французский сноубордист, выступающий в бордеркроссе.
- Бронзовый призёр Зимних Олимпийских игр 2010 в сноуборд-кроссе;
- Призёр этапа Кубка мира в сноуборд-кроссе.
- Чемпион мира среди юниоров в сноуборд-кроссе (2005);
- Бронзовый призёр чемпионата мира среди юниоров в сноуборд-кроссе (2008).

## Выступления на Чемпионатах мира
| Место | Дата           | Место     | Вид            | Победитель   |
| ----- | -------------- | --------- | -------------- | ------------ |
| 27    | 18 января 2011 | Ла Молина | Сноуборд-кросс | Алекс Пуллин |
| 9     | 26 января 2013 | Стоунхем  | Сноуборд-кросс | Алекс Пуллин |

## Призовые места на этапах Кубка мира
| #  | Дата          | Место       | Вид            | Победитель      |
| -- | ------------- | ----------- | -------------- | --------------- |
| 1. | 14 марта 2012 | Вальмаленко | Сноуборд-кросс | Стиан Сивертцен |